# Chassalia densifolia
Chassalia densifolia är en måreväxtart som beskrevs av Cornelis Eliza Bertus Bremekamp. Chassalia densifolia ingår i släktet Chassalia och familjen måreväxter. Inga underarter finns listade i Catalogue of Life.